# 17 км (Кировская область)
17 км — населённый пункт (тип: железнодорожная казарма) в Кировской области России. Входит в состав муниципального образования «Город Киров». Административно подчиняется Октябрьскому району города Киров.

## География
Расположен в центральной части области, в пределах Русской равнины, на Верхнекамской возвышенности, около деревни Сумароки, на расстоянии примерно 9 км по прямой на северо-запад от железнодорожного вокзала Киров-Котласский.

## Климат
Территория городского округа Киров относится к континентальному климату умеренного пояса, с преобладанием воздушных масс континентального климата умеренных широт. Из-за близости к Северному Ледовитому океану и отсутствия барьеров для проникновения полярных воздушных масс возможны вторжения холодного воздуха, порождающие сильные морозы зимой и заморозки, резкие похолодания — летом. Из-за большого количества промышленных предприятий и жилых строений температура в городе в среднем на 1—3 С° выше окрестностей.

## История
Населённый пункт появился при строительстве железной дороги. В селении жили семьи тех, кто обслуживал железнодорожную инфраструктуру.
Известна с 1926 года как будка на 17 км (2 хозяйства и 6 жителей), в 1989 (казарма 17 км) − 7 жителей. Ныне имеет дачный характер.

## Население
| 2010 |
| ---- |
| 0    |

Постоянное население составляло 4 человека (русские 100 %) в 2002 году, 0 в 2010.

## Инфраструктура
Ныне имеет дачный характер.

## Транспорт
В пешей доступности остановка общественного транспорта «Сады», остановочный пункт Матанцы. 